# Malé Svatoňovice
Malé Svatoňovice è un comune della Repubblica Ceca facente parte del distretto di Trutnov, nella regione di Hradec Králové.

## Sport

### Corsa in montagna
Malé Svatoňovice ha ospitato i Campionati del mondo di corsa in montagna nel 1997.